# Front running
Le front running  est une technique boursière qui consiste à ce qu'un courtier utilise un ordre transmis par ses clients pour s'enrichir. La technique consiste à profiter des décalages de cours engendrés par les ordres importants passés par les clients du broker (courtier). Par exemple, si un client est sur le point de placer un important ordre d'achat pour une action, le courtier qui reçoit cette instruction va acheter une petite quantité de cette même action pour son propre compte juste avant d'exécuter l'instruction de son client. Il bénéficiera ensuite d'une hausse mécanique des prix en diffusant l'ordre d'achat de son client sur le marché. Il pourra ensuite revendre quelques instants plus tard les titres qu'il a achetés pour son propre compte et réaliser un profit sans risque. 
Cette technique est une forme de délit d'initié car elle consiste à utiliser une information privée ayant une influence sur les cours pour prendre une position. D'autre part elle pénalise le client qui payera potentiellement ses titres plus chers et rentre donc en conflit avec l'obligation dite de « best execution » (et qui oblige le broker à exécuter l'ordre de son client dans les meilleures conditions de marché). Cette pratique est ainsi interdite dans la plupart des pays occidentaux, mais est parfois difficile à délimiter strictement, en particulier par rapport à des techniques où l'intermédiaire utilise la connaissance qu'il a de l'ordre pour se protéger d'un mouvement de marché sans nécessairement désavantager son client.
Des techniques de « hedge anticipé » sont parfois tolérées, à des degrés variés suivant les régulateurs, pour permettre à l'intermédiaire de limiter le « market impact » de l'ordre de son client, en particulier sur les produits dérivés.